# 福島県道50号浪江三春線
福島県道50号浪江三春線（ふくしまけんどう50ごう なみえみはるせん）は、福島県双葉郡浪江町から田村郡三春町に至る県道（主要地方道）である。

## 概要

### 路線データ
- 起点：双葉郡浪江町川房字大柿
- 終点：田村郡三春町熊耳字大明竹
- 総延長：41.852km[1]
  - 実延長：39.132km

浪江町西部の大柿ダム上流域より阿武隈高地を南西に横断し、三春町に至る。国道288号、当路線、福島県道49号浪江三春線と合わせ、県中地方の中心都市である郡山市と相双地方の中心都市である南相馬市原町区とを結ぶ路線の一部を担う。

## 歴史
- 1982年4月1日 - 建設省告示第935号が公布され、県道川房三春線が主要地方道浪江三春線として指定される。
- 1983年（昭和58年）1月11日 - 福島県によって県道路線に認定される[2]。
- 1993年（平成5年）5月11日 - 建設省から、県道浪江三春線が浪江三春線として主要地方道に指定される[3]。

## 路線状況

### 重用路線
- 国道399号（双葉郡葛尾村落合字西ノ内 地内）
- 国道349号（田村市船引町新舘字軽井沢 - 同市船引町門鹿字荒屋敷）
- 福島県道119号本宮常葉線（田村市船引町門鹿字高屋敷 - 同市船引町門鹿字中内（国道349号重用区間内））

### 道路施設
栃ノ木橋
- 全長：18.0m
- 幅員：6.0(8.0)m
- 形式：PC単純プレテン床版桁橋
- 竣工：2000年度

浪江町川房字大柿に位置し、二級水系請戸川水系小出谷川支流の沢を渡る。橋梁前後の拡幅、線形改良のために架け替えられ。工場製作された桁がトラッククレーンにより架設され建設された。総工費は8千万円
北沢橋
- 全長：9.5m
- 幅員：6.0（8.5）m
- 形式：PC単純プレテン床版桁橋
- 1998年

浪江町大柿にて二級水系請戸川水系小出谷川支流を渡る。線形改良、拡幅のため旧橋より架け替えられた。総工費は7990万円。
落合橋
- 全長：13.5m
- 幅員：11.5m
- 竣工：1984年[6]

葛尾村落合字落合にて二級水系請戸川水系葛尾川支流広谷地川を渡る。橋上は上下対向2車線で供用され、歩道は設置されていない。上り線側は線形向上のため車道外側線外側の余地が広めにとられている。
石沢橋
- 全長：24.4m
- 幅員：6.0（10.0）m
- 形式：単純PC中空床版橋
- 竣工：1997年

田村市船引町石沢にて一級水系阿武隈川水系移川を渡る。旧橋梁の幅員狭小の解消のために1997年度より緊急地方道整備事業により架替が行われた
軽井沢橋
- 全長：33.89m
  - 主径間：16.3m
- 幅員：7.5（10.0）m
- 形式：2径間単純PCプレテンションT桁橋
- 竣工：1984年

田村市船引町新舘にて一級水系阿武隈川水系移川を渡る。橋上は上下対向2車線で供用されており、下り線側に歩道が設置されている。移川河川改良工事に併せ1983年度より県単独橋梁整備事業として着工され、全長14.8mのRCT桁橋で1936年に竣工した旧橋から架け替えられた。総事業費は9930万円

### 福島第一原発事故による影響
2011年3月11日に発生した福島第一原子力発電所事故に伴う、原子力災害対策特別措置法の原子力災害対策本部長権限に基づく警戒区域設定により、2011年4月1日より葛尾村柏原から浪江町川房までの区間 (9.9 km) が原則通行止めとなり、通行には通行証が必要だったが、除染によって放射線量が低下したことで、2018年4月19日に規制が解除され、二輪車及び歩行者を除いて通行証なしに通行可能となった。

## 地理

### 通過する自治体
- 双葉郡浪江町 - 双葉郡葛尾村 - 田村市 - 田村郡三春町 - 田村市 - 三春町 - 田村市 - 三春町

三春町庄司地区から要田地区にかけては田村市との市町境が入り組んでいるため、幾度も市町境を超える。

### 交差する道路
- 浪江町内
  - 国道114号（川房字大柿 起点）
- 葛尾村内
  - 福島県道253号落合浪江線（落合字落合）
  - 国道399号 福島方面（落合字西ノ内）
  - 国道399号 いわき方面（落合字西ノ内）
  - 福島県道154号常葉野川線（野川字浜井場）
- 田村市内
  - 福島県道364号上移常葉線（船引町上移字根岸）
  - 福島県道303号石沢荻田線（船引町石沢字町）
  - 国道349号 二本松方面（船引町新舘字軽井沢）
  - 福島県道119号本宮常葉線 本宮方面（船引町門鹿字高屋敷）
  - 福島県道119号本宮常葉線 常葉方面（船引町門鹿字中内）
  - 国道349号 小野方面（船引町門鹿字荒屋敷）
- 三春町内
  - 福島県道299号実沢要田線（熊耳字要田） - 当路線の路肩が田村市船引町要田との市町境である。
  - 国道288号現道（熊耳字大明竹（要田入口交差点） 終点）

### 沿線にある施設など
- 葛尾村立葛尾小学校
- 田村市立緑小学校
- 田村市立瀬川小学校
- 田村市立要田小学校
- 磐越東線（ゆうゆうあぶくまライン）要田駅